# Vsevolod Koukouchkine
Temple de la renommée de l'IIHF : 2000
Vsevolod Vladimirovitch Koukouchkine - en russe : Всеволод Владимирович Кукушкин et en anglais Vsevolod Kukushkin - est un dirigeant russe de hockey sur glace. 
La fédération internationale de hockey sur glace l'a déclaré membre du Temple de la renommée en lui décernant le Trophée Paul Loicq en 2000.